# SQLAlchemy

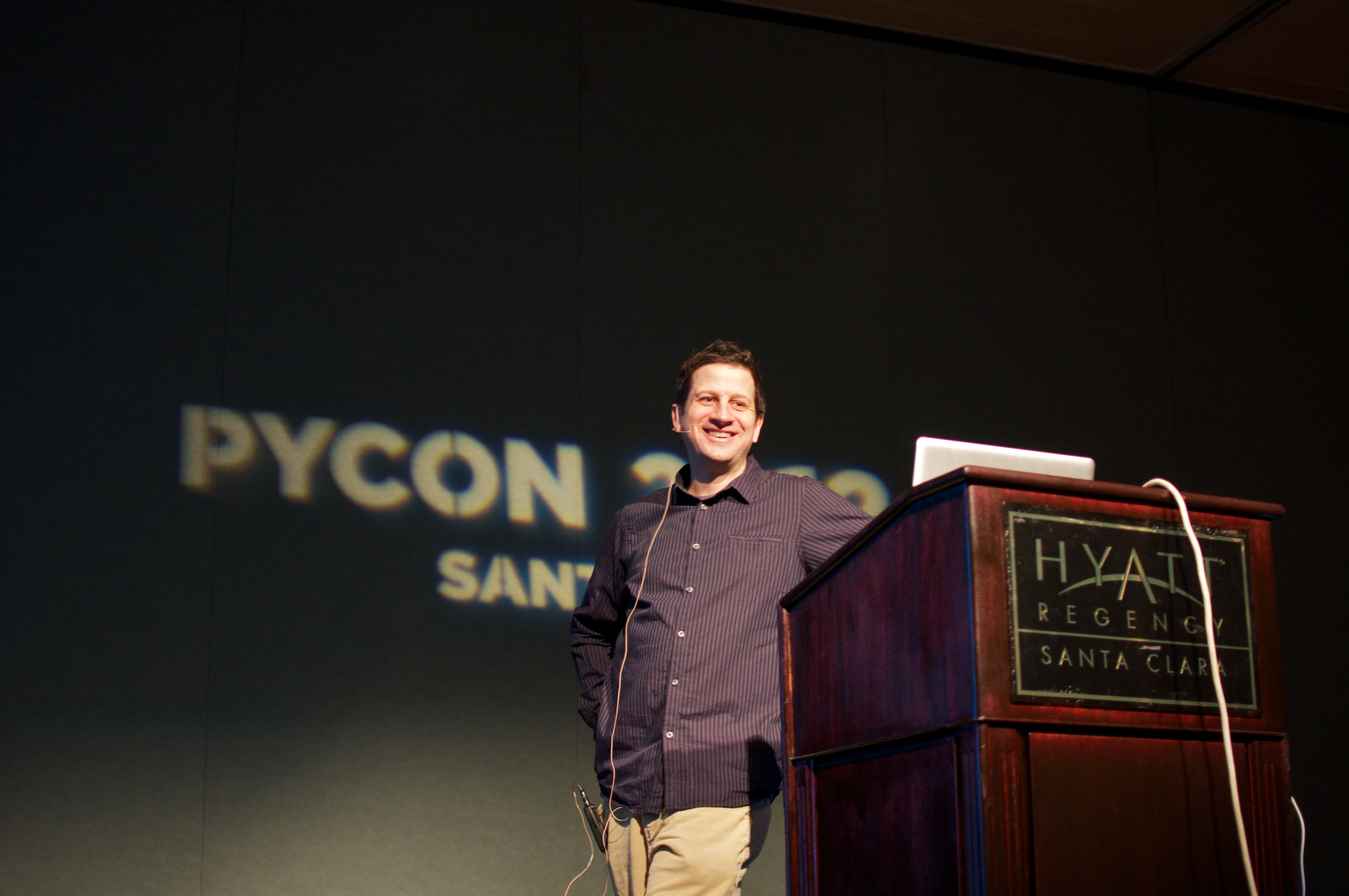
Michael Bayer parla di SQLAlchemy al PyCon 2012

SQLAlchemy è una libreria Python che mette a disposizione un toolkit SQL (chiamato "SQLAlchemy Core") e un Object Relational Mapper (ORM) che permette di interagire con un database SQL utilizzando il codice Python, anziché attraverso query SQL. Le tabelle del database vengono trasformate in classi Python e le righe in oggetti. Questo rende il codice più leggibile e manutenibile, soprattutto per progetti di grandi dimensioni.

## Descrizione
SQLAlchemy permette la generazione di schemi di database, l'esecuzione di query e la mappatura relazionale degli oggetti. Le caratteristiche principali includono:
- Un linguaggio Python specifico e completo SQL denominato "SQLAlchemy Core" che consente la creazione ed esecuzione di query SQL.
- Un potente ORM che consente il mapping delle classi Python nelle tabelle del database.
- Supporto per le migrazioni degli schemi del database.
- Compatibilità con più backend di database.
- Strumenti per il pooling delle connessioni al database e la gestione delle transazioni.

## Storia
Il primo rilascio di SQLAlchemy risale a febbraio 2006. Da allora si è evoluto fino a mettere a disposizione un'ampia gamma di funzionalità per l'interazione con i database guadagnando popolarità tra gli sviluppatori Python. Le principali versioni sono:
- Versione 0.1 (2006):[4] Versione iniziale.
- Versione 1.0 (2015):[5] Miglioramenti nel linguaggio ORM e nelle espressioni SQL.
- Versione 1.4 (2021):[6] Introdotta una revisione completa delle API principali di Core e ORM
- Versione 2.0.0 (2023):[7] Questo rilascio ha segnato il passaggio a Python 3, con nuove API finalizzate e miglioramenti nella performance e nella compatibilità.
- Versione 2.0.36 (2024):[8] Questo rilascio ha introdotto nuovi parametri per le costruzioni ORM Native Dataclasses, miglioramenti nella gestione delle operazioni bulk di aggiornamento e cancellazione